# Evenus candidus
Evenus candidus – gatunek motyla z rodziny modraszkowatych i podrodziny ogończyków. Zamieszkuje krainę neotropikalną.
Gatunek ten po raz pierwszy opisany został w 1907 roku przez Hamiltona Herberta Druce’a pod nazwą Thecla candidus. Jako lokalizację typową autor ten wskazał Rio Minero w okolicy kolumbijskiego Muzo. Opisu dokonano na podstawie samca i dwóch samic. Materiał typowy zdeponowany jest w Muzeum Historii Naturalnej w Londynie.
Motyl ten osiąga od 5,3 do 7,9 mm rozpiętości skrzydeł.  Wierzch skrzydeł obu par jest metalicznie błękitny, w części nasadowej przechodzący w turkus i zieleń. U samca występuje węższe, a u samicy znacznie szersze czarne obrzeżenie. Ponadto samica ma w kącie analnym wierzchu skrzydła tylnego ciemnoczerwoną plamę. Ogonki tylnych skrzydeł u obu płci są delikatne i wysmuklone. Na spodzie skrzydeł dominuje jaskrawa zieleń, miejscami z odcieniem niebieskim, zwłaszcza w tylnej części skrzydła przedniego, a u niektórych form także z odcieniem złocistym lub miedzianym w części nasadowej. Poza tym na spodzie skrzydeł obecne są poprzeczne przepaski czarne i białe, a u samicy część przyogonkowa tylnego skrzydła ma jaskrawo czerwone pole z czarnymi plamami. Motyl ten najbardziej przypomina gatunki E. sumptuosa i E. sponsa. Samca można odróżnić od nich po łatce androkoniów na skrzydle, która nie wchodzi na obszar komórki dyskoidalnej, ale wyciągnięta jest w dół wzdłuż jej dolnej ścianki prawie po jej nasadę.
Gatunek neotropikalny, rozprzestrzeniony od Kostaryki przez Panamę, Kolumbię i Ekwador po północną część Peru (region San Martin). 